# Partido Republicano (Panamá)
El Partido Republicano (PR) fue un partido político panameño de derecha. Fue fundado en 1960 por José Dominador Bazán, Max Delvalle y Eric Arturo Delvalle, todos ellos judíos y con el apoyo de la comunidad judía en Panamá.
Participó en las elecciones generales de 1960 como parte de la Unión Nacional Opositora de Roberto F. Chiari, obteniendo 26.073 votos (10,82% del total) y nueve diputados a la Asamblea Nacional. En las elecciones generales de 1964 repite en la Unión Nacional Opositora, ahora con Marco Aurelio Robles como candidato, y en esa ocasión el PR obtuvo 32.445 votos (10,23% del total) y cuatro diputados. Durante esos ocho años, el PR mantuvo una posición relativamente importante dentro de ambas administraciones, inclusive Max Delvalle fue vicepresidente durante el gobierno de Marco Aurelio Robles y asumió interinamente la presidencia de la República por una semana en abril de 1967.
En las elecciones generales de 1968, el PR decide formar parte de la Unión Nacional encabezado por los panameñistas y su candidato Arnulfo Arias. A pesar del carácter antisemita de Arias, aceptó a José Dominador Bazán como su vicepresidente en la fórmula. El PR obtuvo 35.739 votos (11,14% del total) y formó parte del gobierno efímero de Arias, hasta el golpe de Estado en octubre de 1968.
El PR logró sobrevivir durante la prohibición de partidos por el régimen militar de Omar Torrijos y declinó participar en las elecciones legislativas de 1980. En 1979, el PR se unió al Frente Nacional de Oposición (FRENO) conformado por ocho partidos.
El partido fue reinscrito el 30 de junio de 1981, con miras a las elecciones generales de 1984, y nuevamente liderado por Bazán y los Delvalle. No obstante, el partido se alineó con la clase pudiente del país, con políticas de libre empresa incontrolada y autoritarismo embriónico. En las elecciones, el PR se alineó con la alianza oficialista UNADE de Nicolás Ardito Barletta, aportando 34.215 votos (5,34% del total) y tres diputados a la Asamblea Nacional.
Eric Arturo Delvalle se convirtió en el primer vicepresidente de Panamá, hasta que Barletta fue depuesto el 27 de septiembre de 1985, cuando Delvalle asumió la presidencia. No obstante, Delvalle es también depuesto por los militares el 27 de febrero de 1988, cuando éste intentó fallidamente destituir a Manuel Antonio Noriega, líder militar de Panamá.
Por esta situación, los militares provocaron una ruptura en el PR. La facción del PR que controlaba los militares mantuvo al partido alineado a la alianza oficialista COLINA en las elecciones generales de 1989, pero la mayoría de la membresía del partido y sus líderes se unieron a la alianza opositora ADO de Guillermo Endara, aunque su apoyo era técnicamente independiente.
Debido a la ruptura, sólo el PR (facción militar) obtuvo unos 5.584 votos (0,86% del total) y ningún diputado a la Asamblea Nacional. El partido fue abolido por el Tribunal Electoral el 1 de julio de 1991.